# Perimeceta incrustalis
Perimeceta incrustalis är en fjärilsart som beskrevs av Pieter Cornelius Tobias Snellen 1895. Perimeceta incrustalis ingår i släktet Perimeceta och familjen Crambidae. Inga underarter finns listade i Catalogue of Life.